# Noemí Simonetto
Noemí Simonetto (Avellaneda, 1 de febrero de 1926 - Buenos Aires, 20 de febrero de 2011) fue una atleta argentina que ganó la medalla de plata en los Juegos Olímpicos de Londres 1948. En 1945, se ubicó primera en el ranking mundial de 80 metros con vallas al establecer la marca de 11.5 segundos y de salto en largo, con una marca de 5,76 metros. Ganó 17 medallas (11 de oro) en los campeonatos sudamericanos entre 1941 y 1947. Integró el Comité Olímpico Argentino. En 1980, recibió el Premio Konex -Diploma al Mérito- como una de las cinco mejores atletas de la historia en Argentina.

## Carrera deportiva

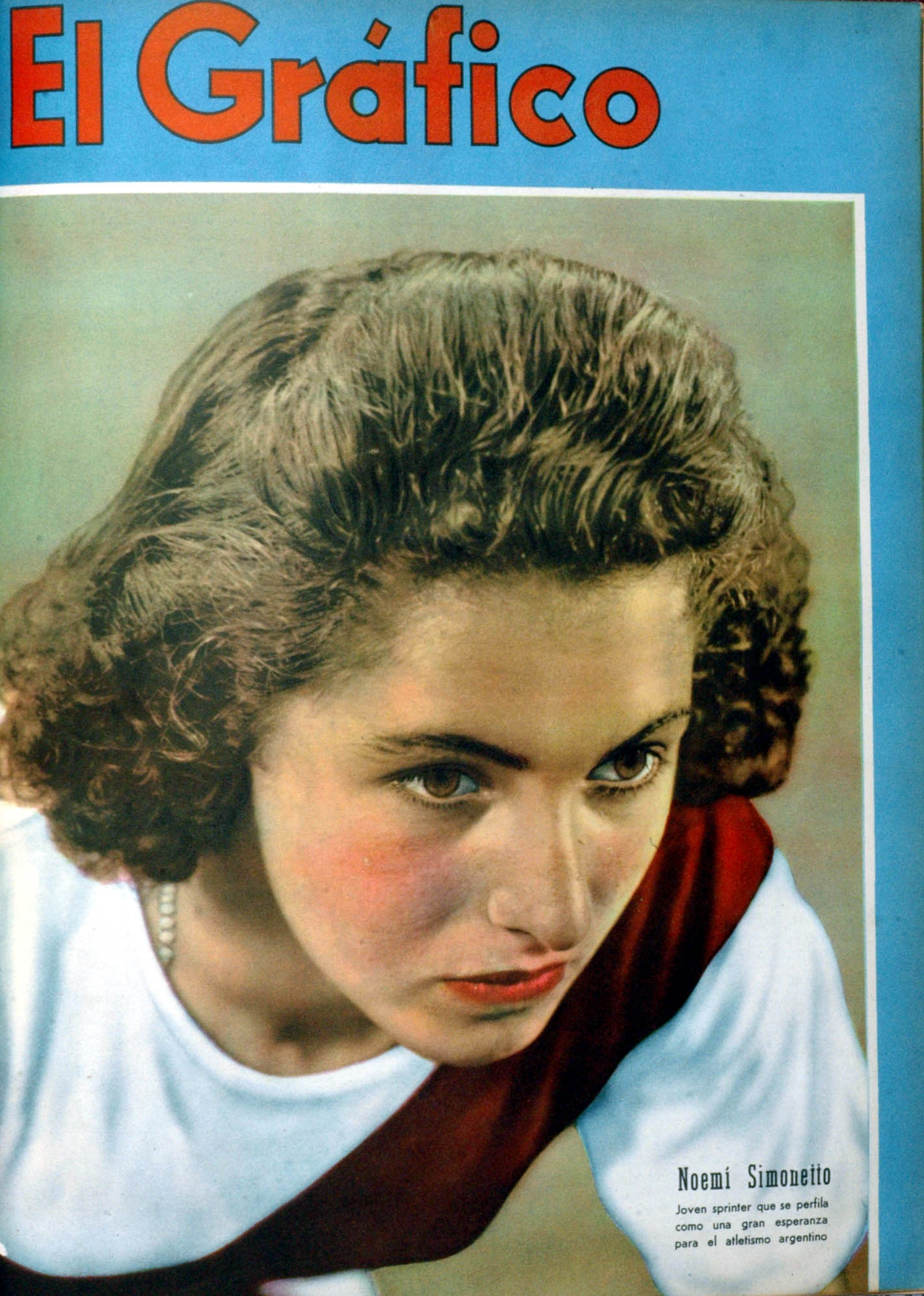
Noemí Simonetto en 1941.

Noemí Simonetto nació en la ciudad de Avellaneda, provincia de Buenos Aires, el 1 de febrero de 1926. Ingresó primero al equipo de atletismo del club River Plate y luego al del Club Atlético Independiente de Avellaneda.
En el Campeonato Sudamericano de 1941, cuando tenía 15 años, ganó la medalla de oro en postas de 4 por 100; también allí obtuvo dos medallas de bronce, en salto en largo y en salto en alto.
En el Campeonato Sudamericano de 1943, obtuvo dos medallas de oro, en salto en largo y en posta de 4 por 100, ganando también medalla de bronce en salto en alto.
En el Campeonato Sudamericano de 1945, ganó tres medallas de oro (80 metros con vallas, salto en largo y postas) y dos de plata (100 metros y salto en alto). En esa oportunidad, estableció la marca de 1,60 metros en salto en alto, que se mantuvo como récord argentino por 25 años.
En el Campeonato Sudamericano de 1947 ganó cuatro medallas de oro (100 metros, 80 metros con vallas, salto en largo y postas) y medalla de plata en salto en alto.

## Medalla de plata en los Juegos Olímpicos de Londres 1948
Con 22 años, obtuvo la medalla de plata en salto en largo con una marca de 5,60 metros. Noemí se había mantenido al frente hasta la última ronda, siendo superada por la húngara Olga Gyarmati, en el último intento, con 5,695 m. Se trató de la primera medalla obtenida por una mujer sudamericana en atletismo. Noemí también llegó a las semifinales de 80 metros con vallas y corrió los 100 metros llanos, donde quedó eliminada en primera ronda al salir tercera en su serie. Simonetto se mantendría compitiendo hasta la década de 1990 e integraría también el Comité Olímpico Argentino.

## Mejores marcas
Sus mejores marcas fueron:

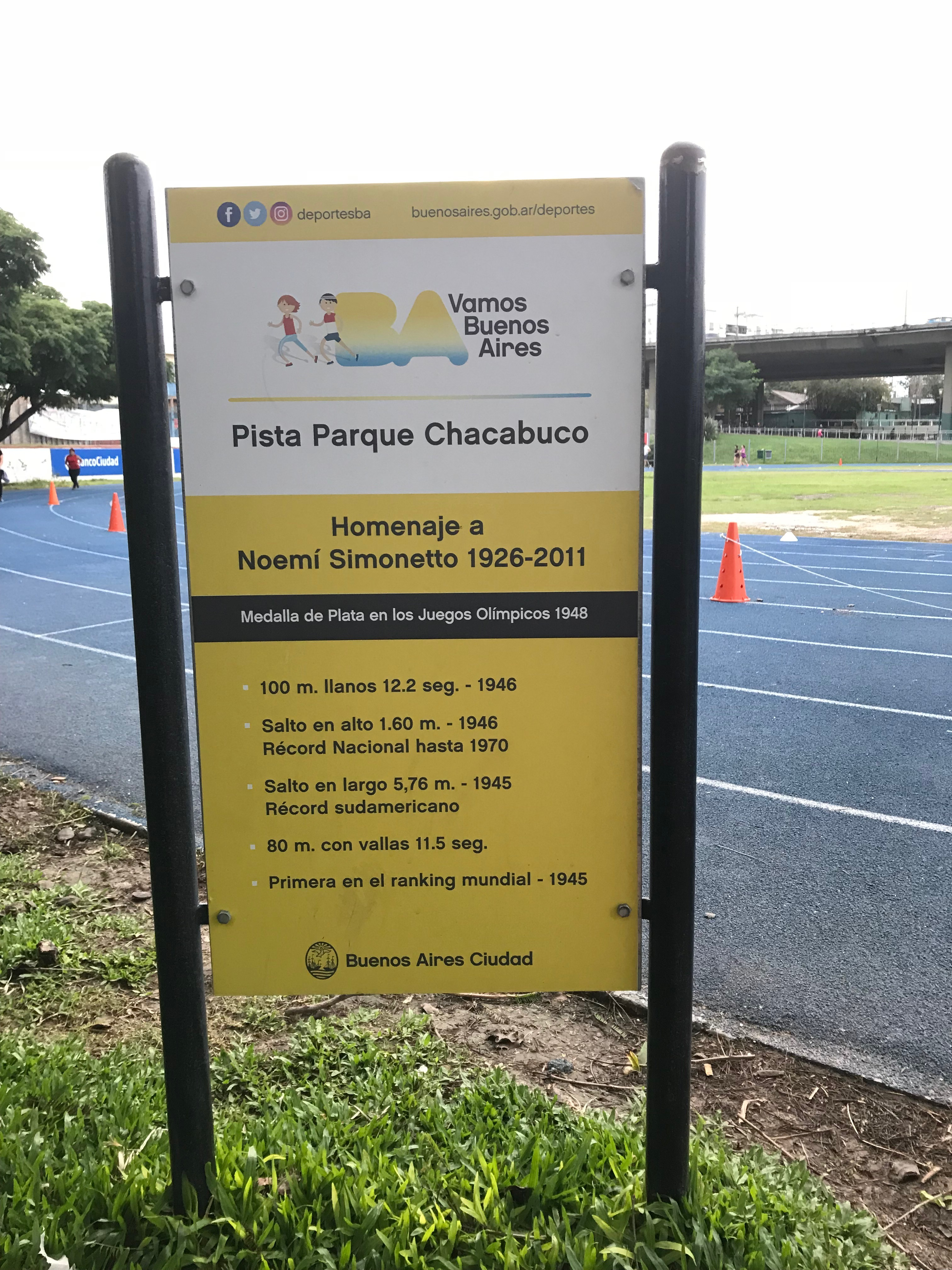
Cartel Homenaje en Pista de corredores de Parque Chacabuco, ciudad de Buenos Aires

- 100 metros llanos: 12.2 (8 de diciembre de 1946).

- Salto en alto: 1,60 (2 de noviembre de 1946 y 8 de diciembre de 1946). Fue récord nacional hasta 1970.

- Salto en largo: 5,76 (16 de septiembre de 1945), récord sudamericano.[10]

En 1945, se ubicó primera en el ranking mundial de 80 metros con vallas, al establecer la marca de 11.5, y de salto en largo, con una marca de 5,76 metros.